# 2020년 LG 트윈스 시즌
2020년 LG 트윈스 시즌은 LG 트윈스가 KBO 리그에 참가한 31번째 시즌으로, MBC 청룡 시절까지 합하면 39번째 시즌이다. 류중일 감독이 팀을 이끈 마지막 시즌이기도 하다. 팀은 kt 위즈, 두산 베어스, 키움 히어로즈와 마지막까지 치열한 2위 싸움을 벌였는데, 결과적으로 최종전에서 패하며 키움 히어로즈에게는 반 경기 차로 앞섰으나 kt 위즈에게는 반 경기 차로 뒤졌고, 두산 베어스와는 승률이 같았으나 상대 전적에서 밀려 2년 연속 정규시즌 4위로 포스트시즌에 진출했다. 이후 와일드카드 결정전에서 키움 히어로즈를 연장 끝에 제압하며 1경기 만에 준플레이오프에 진출했으나 두산 베어스에게 무승 2패로 스윕 당하며 탈락해 최종 4위로 마무리했다.

## 코치
- 류지현, 이병규, 임훈, 최일언, 김재걸, 가득염, 세리자와, 김호

## 타이틀
- 도쿄 올림픽 국가대표: 최일언(코치)
- KBO 골든글러브: 김현수 (외야수)
- 일구대상: 박용택
- 조아제약 프로야구대상 헤포스상: 이민호
- 조아제약 프로야구대상 기록상: 박용택
- 스포츠서울 올해의 기록상: 박용택
- 웰컴톱랭킹 6월 투수 1위: 정찬헌
- 와일드카드 결정전 MVP: 신민재
- 올스타 선발: 김민성 (3루수), 김현수 (외야수 2위)
- OSEN 선정 야구인 2세 베스트 라인업: 김대유 (중간계투)
- 컴투스프로야구 레전드 카드: 김용수
- 컴투스프로야구 선정 2020 주요 라인업: 김현수 (좌익수), 홍창기 (중견수)
- 완투: 정찬헌, 켈리 (1)
- 완봉: 켈리, 정찬헌 (1)
- 득점권타율: 김현수 (0.446)
- 선발 GSC: 켈리 (10월 9일 NC전, 88)

### 퓨처스리그
- 3루타: 함창건 (7)
- 홈런: 이재원 (13)
- 도루: 한석현 (29)
- 출루율: 한석현 (0.452)
- 북부리그 타율: 한석현 (0.345)
- 북부리그 장타율: 양석환 (0.582)
- 북부리그 평균자책점: 이우찬 (2.66)
- 북부리그 다승: 백남원 (7)
- 북부리그 세이브: 조용근 (5)
- 북부리그 이닝: 이상영 (76.2)

## 선수단
- 선발투수: 켈리, 정찬헌, 임찬규, 윌슨, 이민호, 차우찬, 남호
- 구원투수: 정우영, 진해수, 최동환, 최성훈, 이정용, 김윤식, 송은범, 성재헌, 이우찬, 김대유, 김대현, 류원석, 이상규, 여건욱
- 마무리투수: 고우석, 이찬혁, 한선태, 정용운, 백청훈, 문광은, 김지용
- 포수: 유강남, 이성우, 박재욱
- 1루수: 라모스, 김용의, 김호은
- 2루수: 정주현, 박지규, 정근우
- 유격수: 오지환
- 3루수: 김민성, 양석환, 장준원, 백승현, 손호영, 구본혁
- 좌익수: 김현수
- 중견수: 홍창기, 신민재, 이천웅, 최재원
- 우익수: 이형종, 채은성, 한석현, 전민수, 이재원
- 지명타자: 박용택

## 여담
- 유강남은 정확히 wRC+ 100.0을 기록했다.
- 켈리는 2013년 이후 단일 시즌 규정 이닝을 채운 투수 중 KBO 리그 사상 처음으로 인계 주자를 한 명도 구원 투수들에게 넘겨주지 않았다.
- 김현수는 득점권 타율 0.450으로 2013년 이후 KBO 리그에서 단일 시즌 규정 타석을 채운 타자 중 최고 기록을 세웠다.
- 라모스는 포스 아웃 출루 1회로 2013년 이후 단일 시즌 규정 타석 충족 타자 중 최소 기록을 세웠다.
- 오지환은 후반기 2루타 24개로 KBO 리그 역대 단일 시즌 후반기 최다 기록을 세웠다.
- 홍창기는 후반기에 총 1415구를 상대해 2013년 이후 KBO 리그 단일 시즌 후반기 최다 기록을 세웠다.
- 이민호는 이 시즌까지 통산 퀄리티 스타트 달성률 43.8%, 선발 경기 당 100.5구를 기록하여 2013년 이후 KBO 리그 역대 10대 투수 최고, 최다 기록을 세웠다.
- 신민재는 키움 히어로즈와의 와일드카드 결정전 1차전에서 KBO 리그 와일드카드 결정전 사상 최초의 끝내기 안타를 쳤다.
- 이재원은 KBO 퓨처스리그 사상 최초 한 경기 10타점을 달성했다.

## 같이 보기
- 2006년 LG 트윈스 시즌
- 2007년 LG 트윈스 시즌
- 2008년 LG 트윈스 시즌
- 2013년 LG 트윈스 시즌
- 2021년 LG 트윈스 시즌